# Kirchenkreis Düsseldorf-Mettmann
Der Kirchenkreis Düsseldorf-Mettmann ist einer der 37 Kirchenkreise in der Evangelischen Kirche im Rheinland (EKiR) mit Sitz in Mettmann. Zu ihm gehören zehn Kirchengemeinden.

## Gebiet
Das Gebiet des Kirchenkreises umfasst den größten Teil des Kreises Mettmann und einige Gebiete im Osten der kreisfreien Stadt Düsseldorf.
Der Kirchenkreis grenzt, von Norden aus im Uhrzeigersinn, an die rheinischen Kirchenkreise Duisburg, An der Ruhr, Niederberg, Wuppertal, Solingen und Düsseldorf.

## Geschichte
Da der von 1539 bis 1592 regierende Herzog Wilhelm von Jülich-Kleve-Berg in seinem Herrschaftsgebiet religiöse Toleranz übte, konnten sich im Herzogtum Berg im 16. Jahrhundert viele evangelische Gemeinden etablieren. Im nordwestlichen Teil des Bergischen Landes gingen die meisten im weiteren Verlauf des Jahrhunderts zum reformierten Bekenntnis über. Ein Teil von ihnen ging im Zuge der Gegenreformation wieder unter. Erst durch den Religionsvergleich von Cölln an der Spree 1672 wurden die evangelischen Gemeinden dauerhaft anerkannt. Im Gebiet des jetzigen Kirchenkreises waren es die reformierten Gemeinden in Erkrath, Haan, Hilden, Homberg, Linnep, Mettmann und Ratingen. Sie gehörten zur Classis Düsseldorf innerhalb der reformierten Kirche in Jülich-Kleve-Berg. In Mettmann, später auch in Ratingen, gab es auch eine lutherische Gemeinde.
Nachdem das Gebiet 1815 in die preußische Provinz Jülich-Kleve-Berg (ab 1822 mit der Provinz Großherzogtum Niederrhein zur Rheinprovinz vereinigt) gekommen war, wurden die reformierten und lutherischen Gemeinden des nördlichen und westlichen Bergischen Landes 1817 zum Kirchenkreis Düsseldorf (nach damaligem Sprachgebrauch zur Synode Düsseldorf, selten Diözese Düsseldorf) zusammengefasst. 
1964 wurde der Kirchenkreis Düsseldorf aufgeteilt in die Kirchenkreise Düsseldorf-Nord, Düsseldorf-Ost, Düsseldorf-Süd und Düsseldorf-Mettmann. Die drei ersten vereinigten sich 2007 wieder zum Kirchenkreis Düsseldorf; nur Düsseldorf-Mettmann blieb selbständig.

## Kirchengemeinden und aktuell genutzte Kirchengebäude
Nach mehreren Gemeindefusionen gehören (Stand Oktober 2023) folgende Kirchengemeinden zum Kirchenkreis:
- Erkrath
  - Evangelische Kirche Erkrath, Paul-Gerhardt-Kirche in Düsseldorf-Unterbach
- Haan
  - Evangelische Kirche Haan
- Hilden
  - Reformationskirche, Erlöserkirche, Friedenskirche
- Hochdahl
  - Neanderkirche (Erkrath), Gemeindehaus Sandheide, Paul-Schneider-Haus
- Homberg
  - Christuskirche, Evangelische Kirche Knittkuhl
- Hösel
  - Adolf-Clarenbach-Kirche
- Linnep
  - Waldkirche
- Lintorf-Angermund
  - Evangelische Kirche Lintorf, Evangelische Kirche Angermund
- Mettmann
  - Evangelische Kirche Mettmann, Kirche Obschwarzbach, Ökumenisches Zentrum
- Ratingen
  - Evangelische Stadtkirche Ratingen, Paul-Gerhardt-Kirche (Tiefenbroich), Friedenskirche, Versöhnungskirche

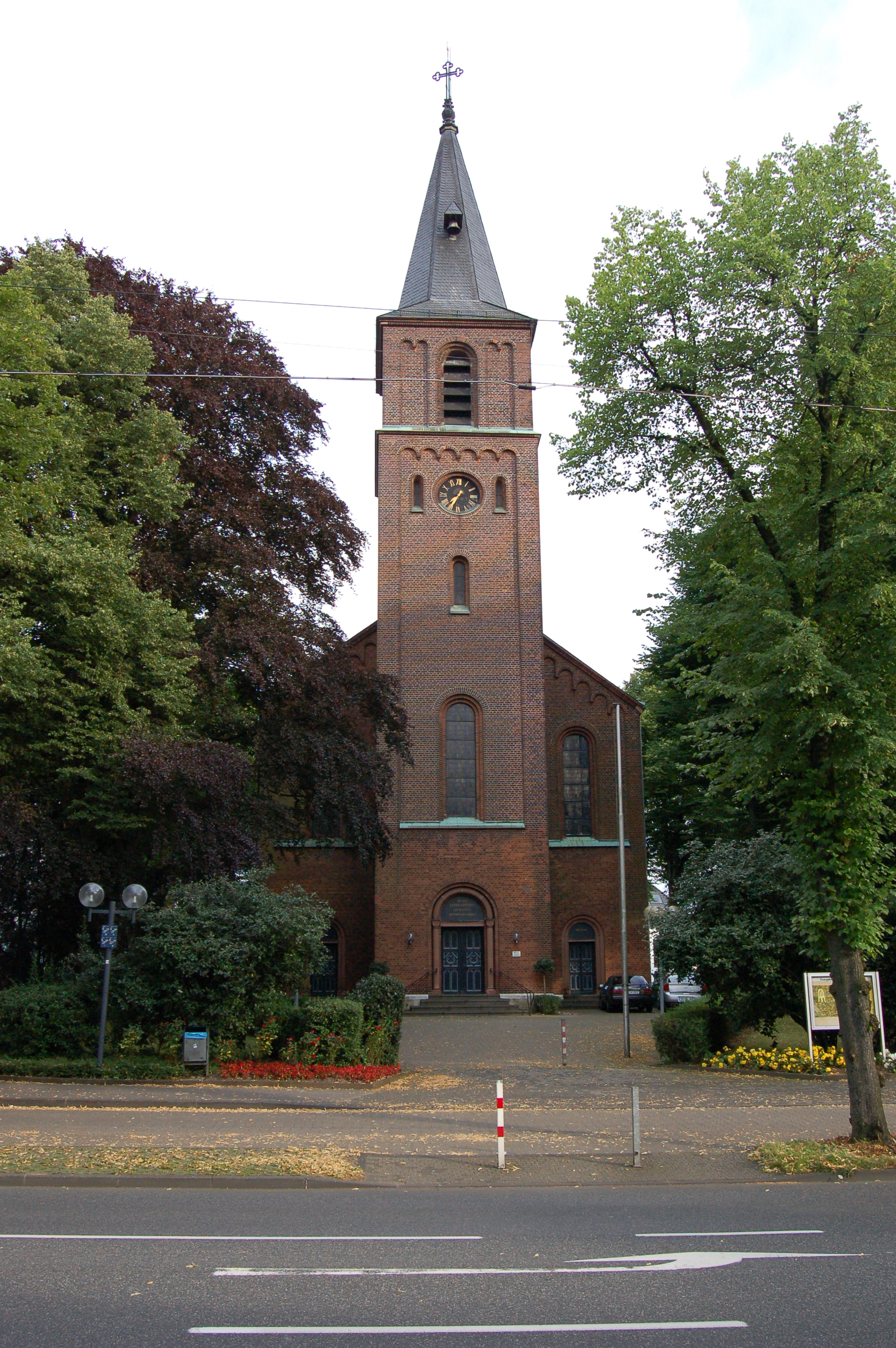
Evangelische Kirche Haan
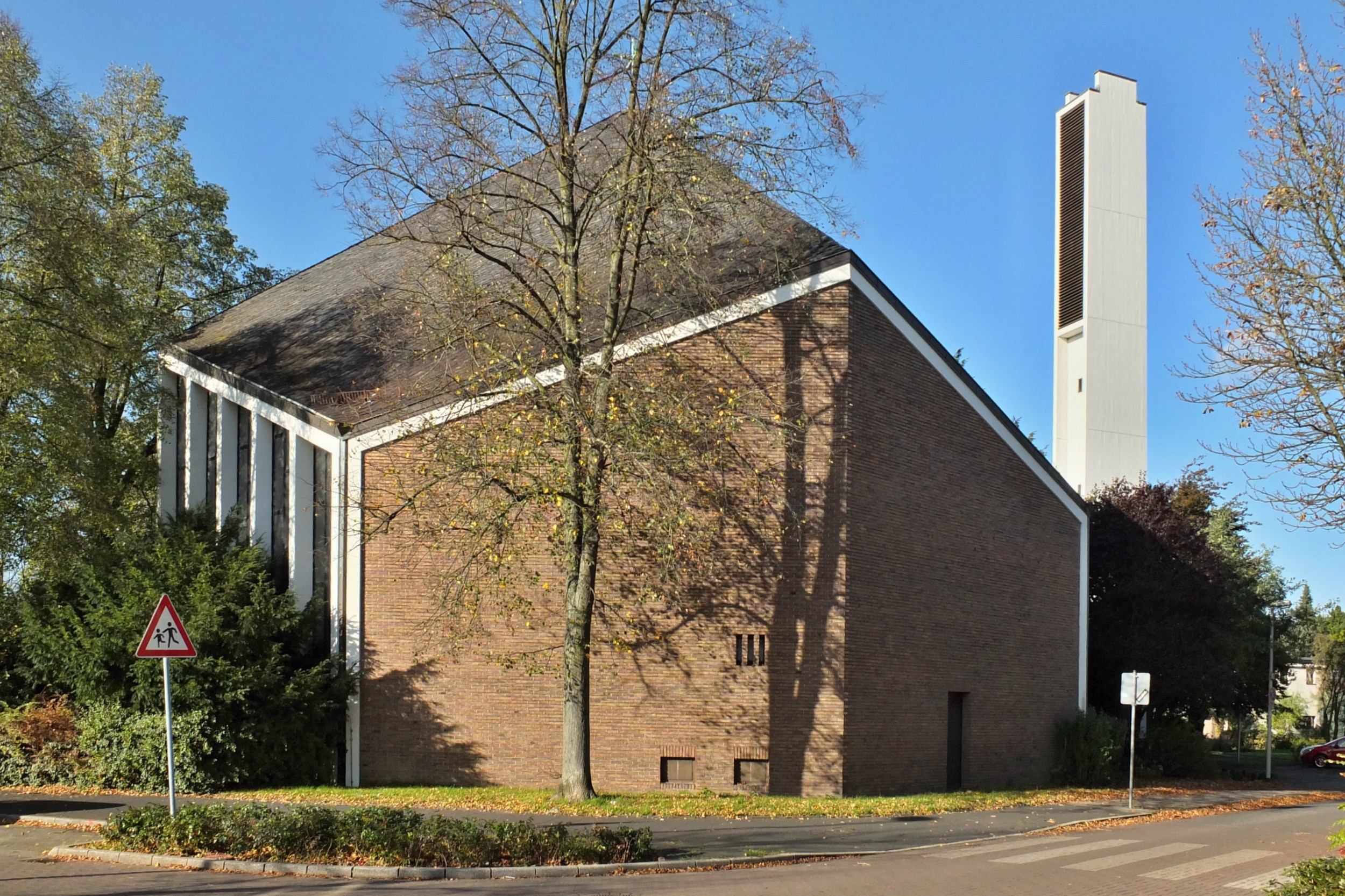
Erlöserkirche (Hilden)
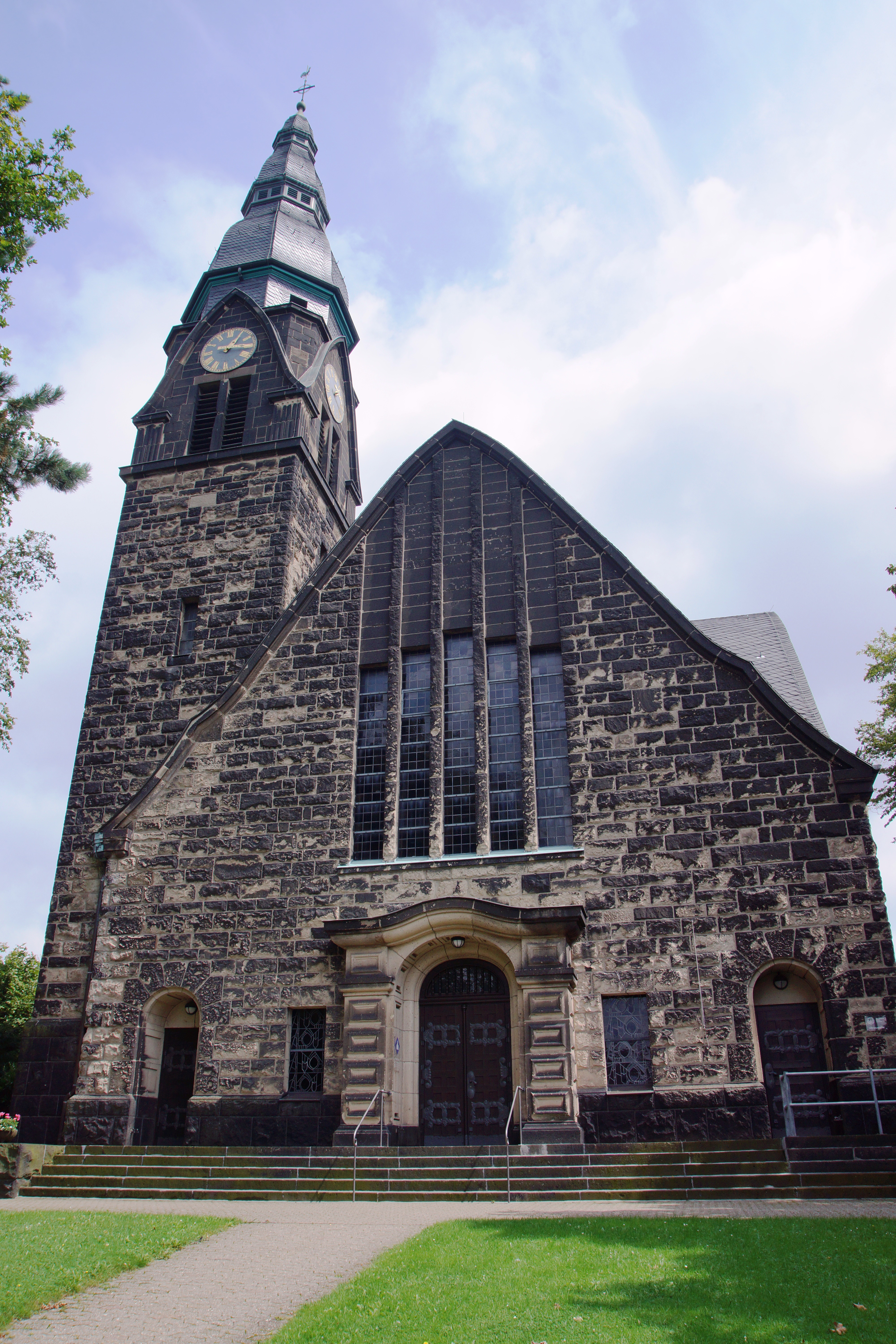
Christuskirche (Homberg)
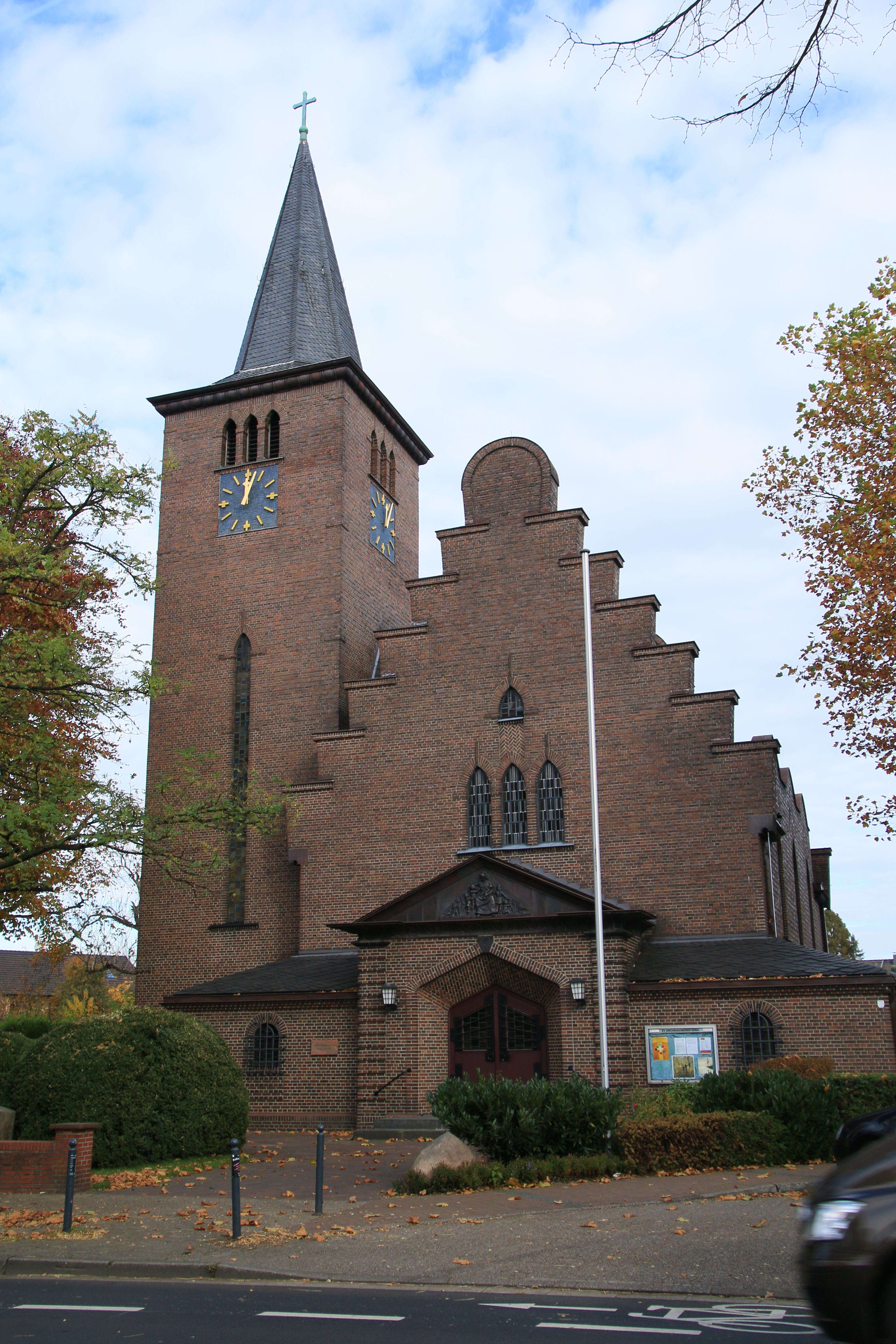
Adolf-Clarenbach-Kirche in Hösel
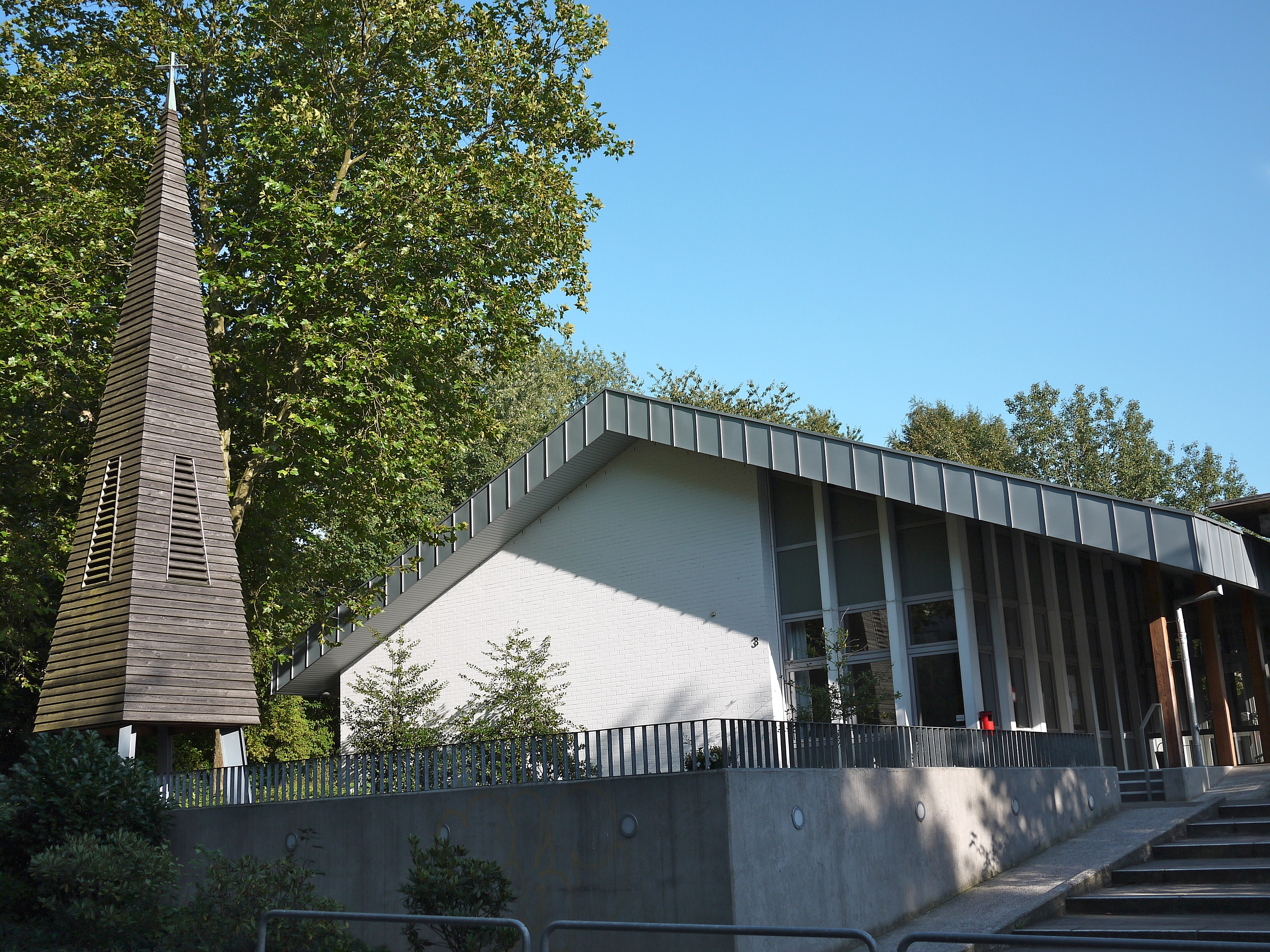
Evangelische Kirche Knittkuhl
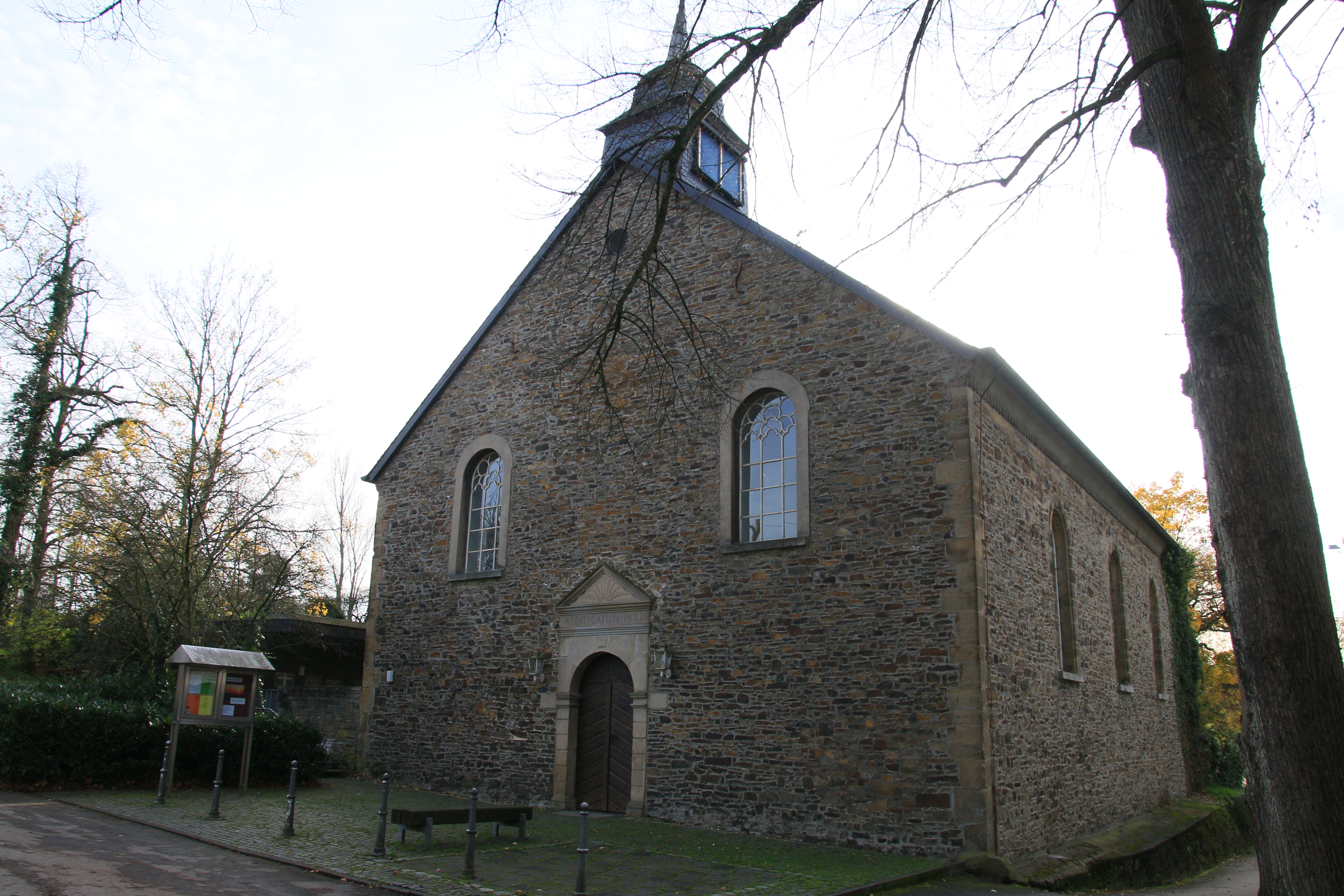
Waldkirche (Linnep)
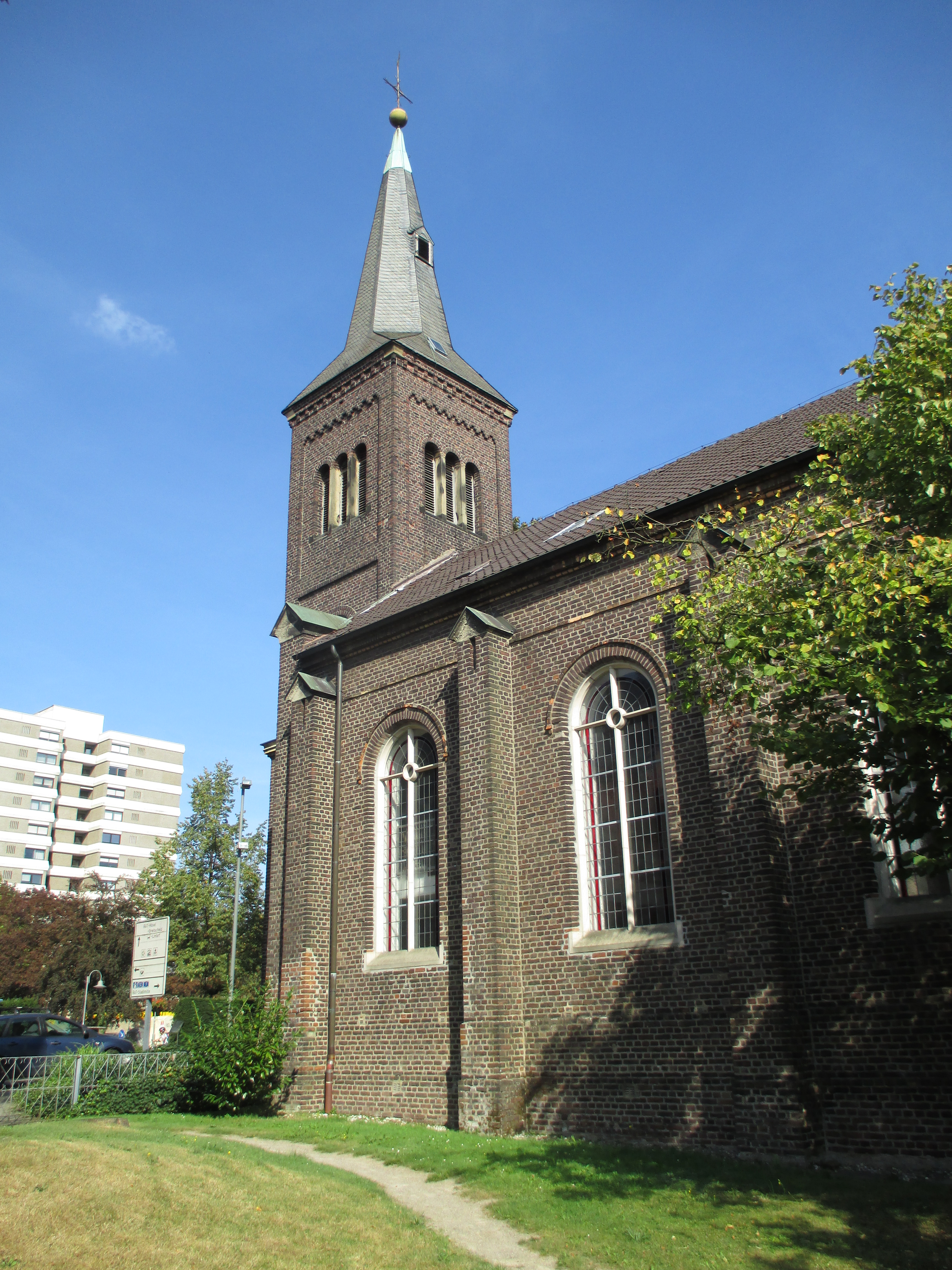
Evangelische Kirche Lintorf
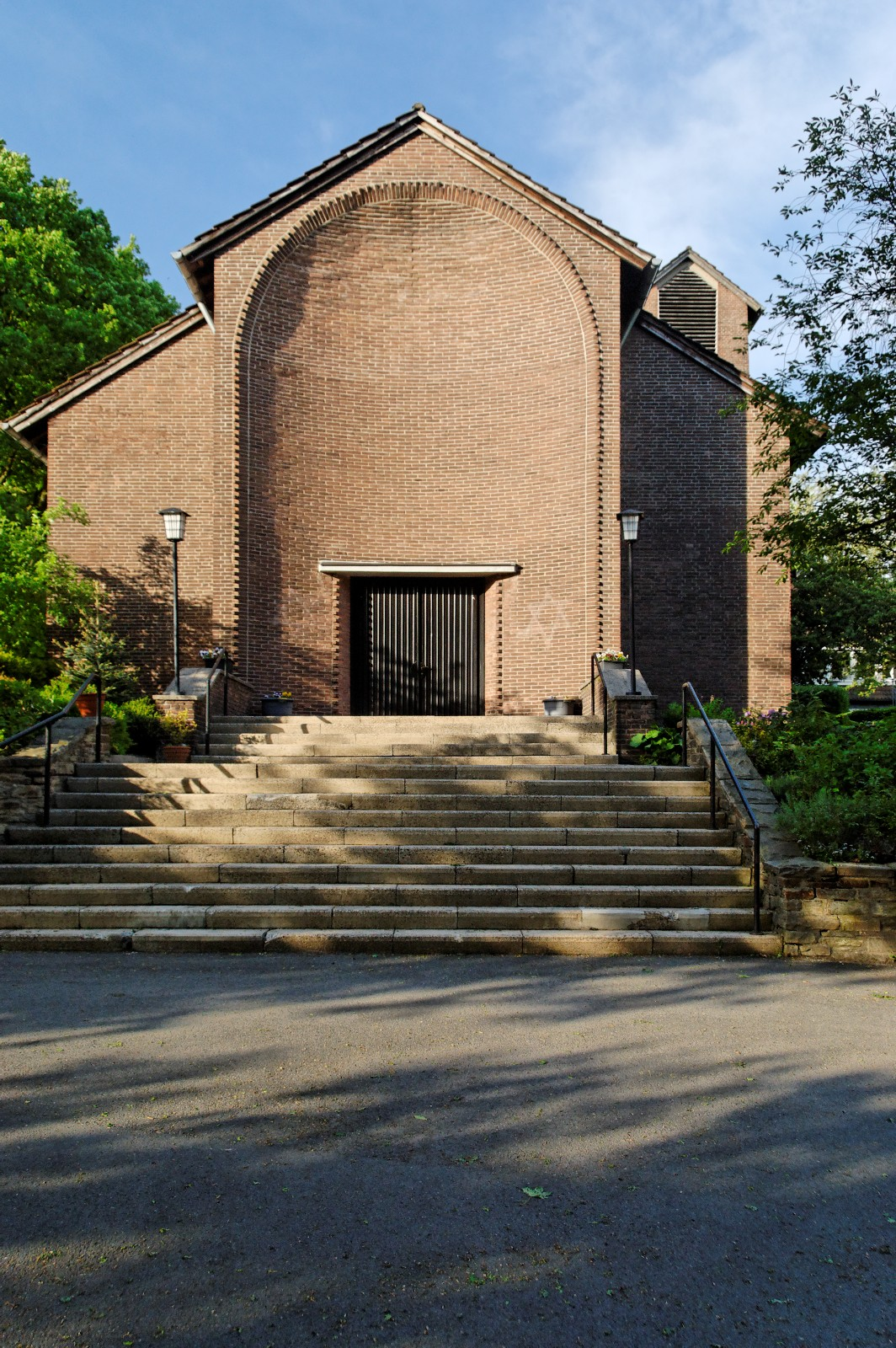
Paul-Gerhardt-Kirche (Unterbach)

## Leitung
Die Leitung des Kirchenkreises liegt bei der Kreissynode, die in der Regel zweimal im Jahr tagt, beim Kreissynodalvorstand und beim Superintendenten. Als Superintendent amtiert seit 2004 bis 2024 Pfarrer Frank Weber. Als sein Nachfolger übernimmt Pfarrer Rainer Kaspers ab 2025 das Amt des Superintendenten.

## Mitgliederstatistik
Laut der Volkszählung 1987 gehörten damals 38,7 % – 103.600 der 267.900 – Einwohner zur Evangelischen Kirche im Rheinland. Die Zahl der evangelischen Kirchenmitglieder ist seitdem gesunken. Anfang 2021 lebten im Gebiet des Kirchenkreises 278.100 Einwohner, wovon 23,9 % (66.400) Mitglieder der Landeskirche waren.